# Cryptodiaporthe aculeans
Cryptodiaporthe aculeans är en svampart som först beskrevs av Ludwig David von Schweinitz, och fick sitt nu gällande namn av Lewis Edgar Wehmeyer 1933. Cryptodiaporthe aculeans ingår i släktet Cryptodiaporthe och familjen Gnomoniaceae.   Inga underarter finns listade i Catalogue of Life.